# Polowa techniczna baza rakietowa
Polowa techniczna baza rakietowa (nazwa jawna: polowa techniczna baza remontowa) – typ jednostki wojskowej wojsk rakietowych okręgu wojskowego, pełniąca funkcje administracyjne, szkoleniowe i logistyczne.
Głównym zadaniem Bazy było utrzymanie określonej ilości pocisków balistycznych w pełnej sprawności technicznej oraz gotowość do prowadzenia zabiegów obsługowo-technicznych. W pierwszym okresie obsługiwano pociski R-150 (zestaw 9K51 z rakietą 8K11), a w okresie późniejszym R-300 (zestaw 9K72 Elbrus z rakietą 8K14). Pociski tego typu przechowywane były w gotowości zerowej – tzw. „gotowości arsenalskiej”. Zadaniem bazy było przygotowanie ich od gotowości nr 6 do gotowości nr 4.
Przygotowanie pocisków taktycznych R-30 (zestaw 2K6 z rakietami 3R9 i 3R10), R-70 (zestaw 9K52M – Łuna) i R-100 (zestaw 9K79 – Toczka) polegało na przeglądzie zewnętrznym oraz doprowadzeniu do gotowości nr 4 – przyłączeniu głowicy bojowej, a następnie przetransportowaniu i przeładunku na środki transportu dywizjonów rakiet taktycznych (nazwa jawna: dywizjon artylerii).
Bazy współpracowały z utworzonymi na potrzeby zaopatrywania specjalnego dywizjonami dowozu rakiet (nazwa jawna: batalion dowozu amunicji) – 25 ddr (JW 1581 Miedwie) i 28 ddr (JW 3890 Skwierzyna), 8. samodzielnym batalionem dowozu rakietowych materiałów napędowych (8. sbdRMN, JW 1286 Jaromin) oraz zmodernizowanymi w tym celu magazynami w 20. Okręgowej Składnicy Amunicji (JW 3646) w Mostach.

## Polowe techniczne bazy rakietowe w Polsce
Do 1966 roku sformowano trzy Bazy:
- 11 PTBR – JW 1480 (1963–1992) w Skwierzynie (52°35′03″N 15°29′18″E/52,584167 15,488333) dla Śląskiego Okręgu Wojskowego;
- 18 PTBR – JW 1170 (1965–1992) w Szczecinie (Gumieńce) (53°23′34″N 14°28′59″E/53,392778 14,483056) dla Pomorskiego Okręgu Wojskowego;
- 15 PTBR – JW 1154 (1966–1989) w Kobylance (53°18′33″N 14°52′45″E/53,309167 14,879167) formalnie dla zabezpieczenia funkcjonowania frontowej 36 Brygady Artylerii, w rzeczywistości przeznaczona dla wojsk Warszawskiego Okręgu Wojskowego;

W 1969 roku Warszawski Okręg Wojskowy otrzymał własną:
- 21 PTBR – JW 3448 (1969–1990) w Ornecie (54°07′12″N 20°07′26″E/54,120000 20,123889).

## Struktura
Baza funkcjonowała na prawach pułku
- dowództwo i sztab
- bateria dowodzenia
- 2 baterie techniczne
  - zespoły zamiast plutonów (według zasad obowiązujących w armii Związku Radzieckiego)
- bateria dowozu (później kompania transportowa)
- pluton zabezpieczenia
- pluton warsztatowy